# تيتور أورليجسون
تيتور أورليجسون (بالآيسلندية: Teitur Örlygsson) مواليد 9 يناير 1967 في كيفلافيك، آيسلندا، هو مدرب كرة سلة أيسلندي ولاعب معتزل. بدأ مسيرته الاحترافية في سنة 1984. حمل الرقم 11. اعتزل اللعب في 2003. لعب مع نادي أولمبيا لاريسا لكرة السلة في الدوري اليوناني لكرة السلة.